# Augochloropsis anonyma
Augochloropsis anonyma là một loài Hymenoptera trong họ Halictidae. Loài này được Cockerell mô tả khoa học năm 1922.

## Hình ảnh

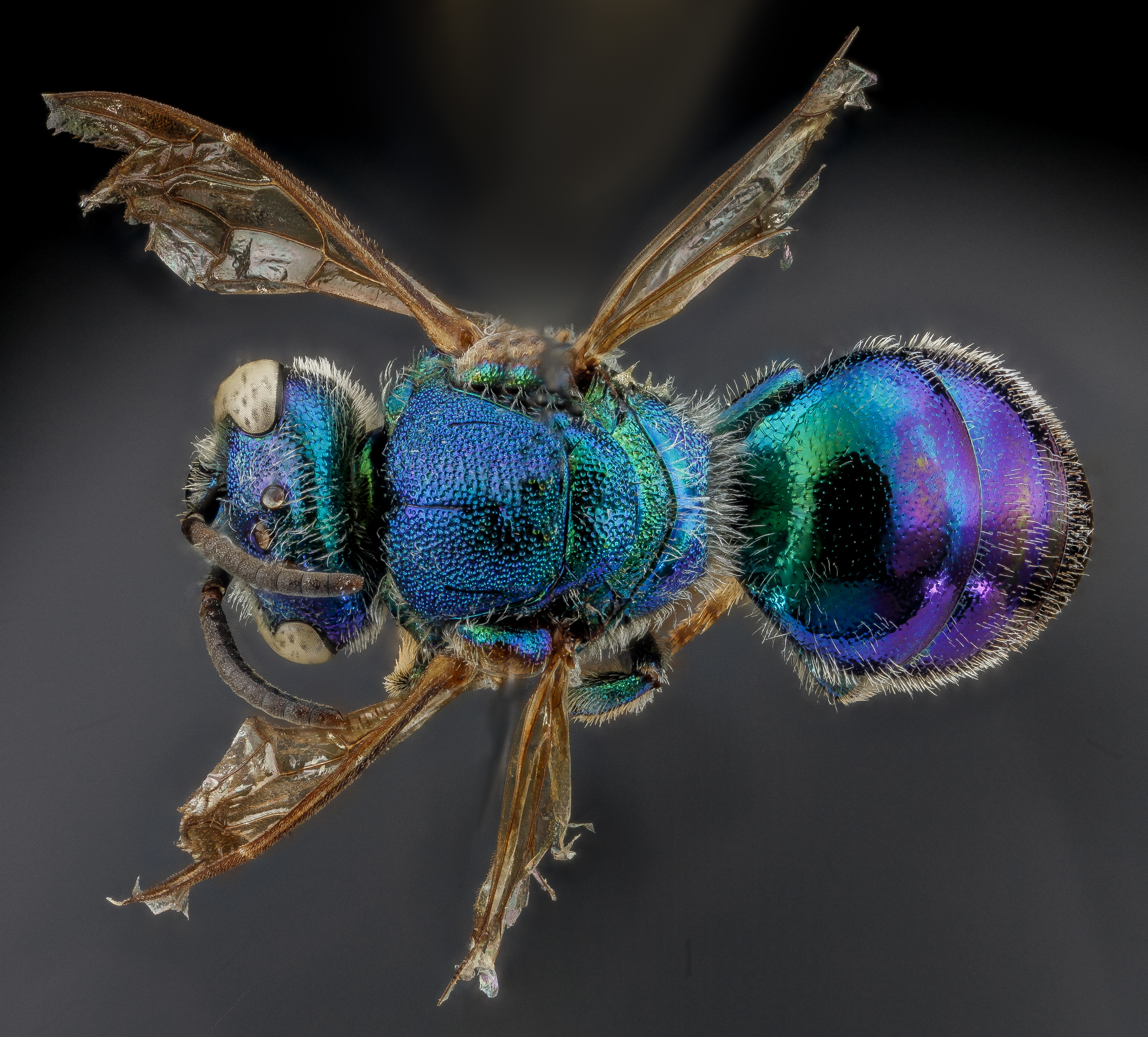
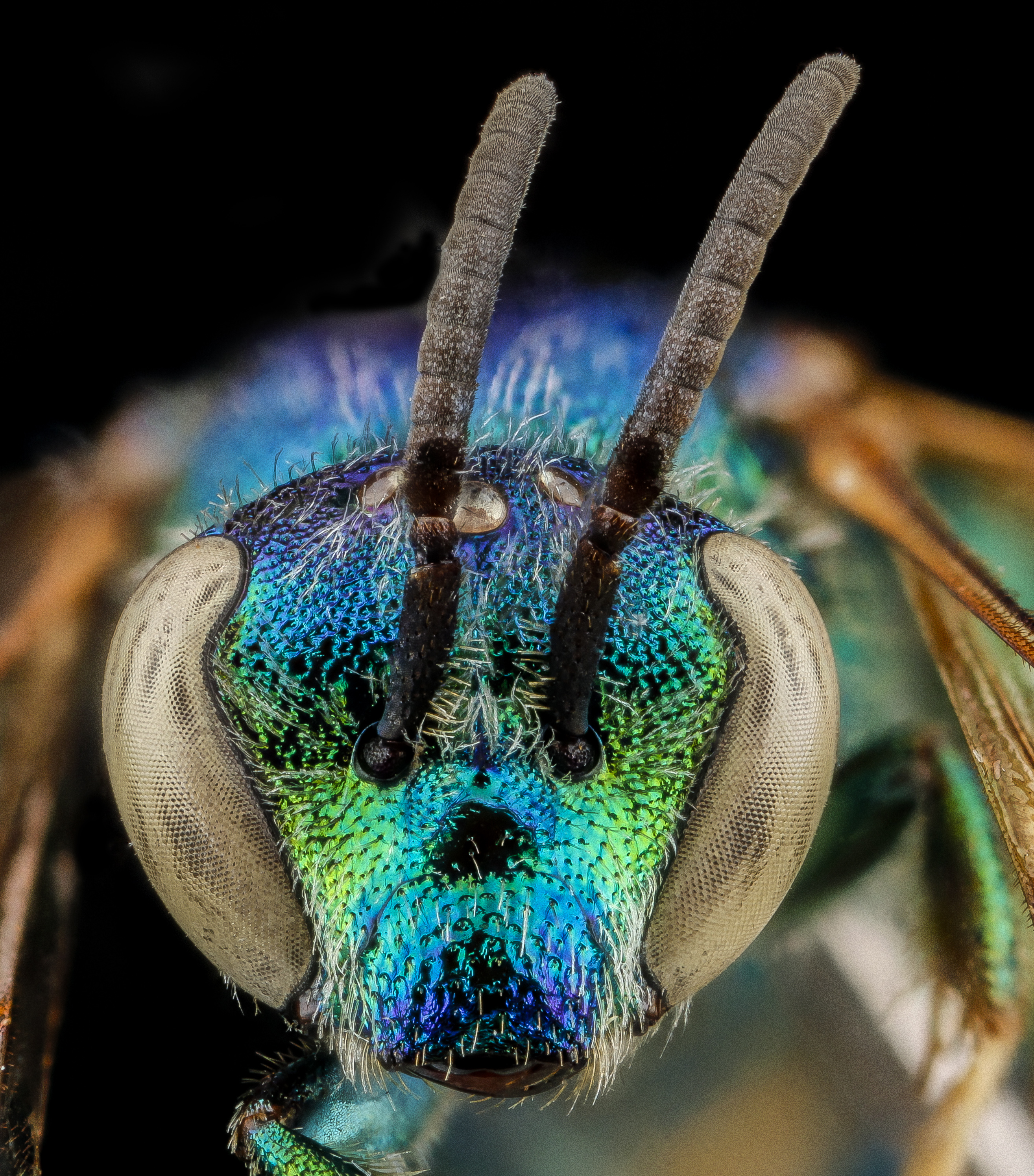
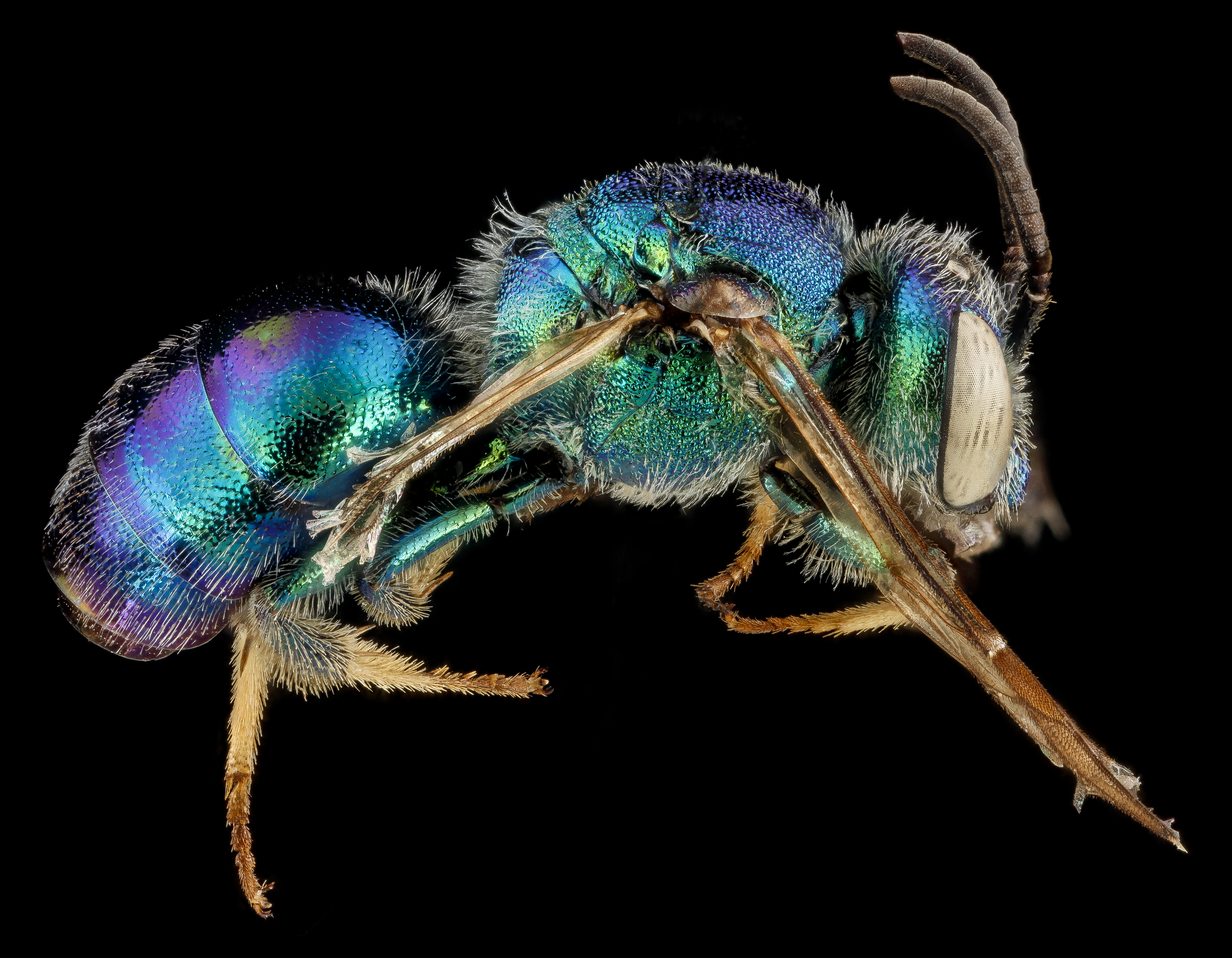
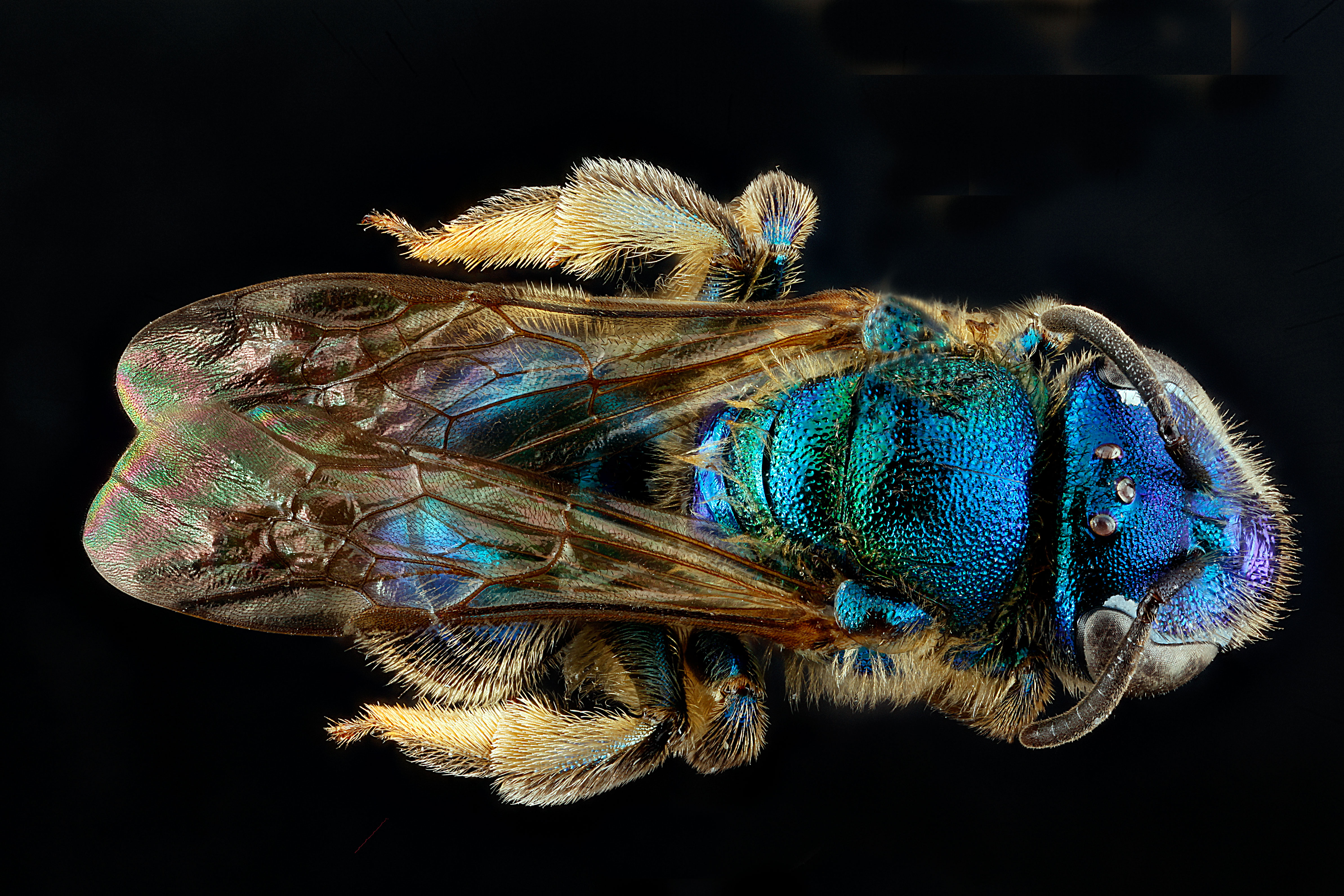